# Lista gmin prowincji Badajoz
| Nazwa gminy               | Liczba ludności 2002 r. |
| ------------------------- | ----------------------- |
| Alange                    | 2,038                   |
| La Albuera                | 1,799                   |
| Alburquerque              | 5,622                   |
| Alconchel                 | 2,042                   |
| Alconera                  | 737                     |
| Aljucén                   | 260                     |
| Almendral                 | 1,404                   |
| Almendralejo              | 30.784                  |
| Arroyo de San Serván      | 3,922                   |
| Atalaya                   | 353                     |
| Azuaga                    | 8,580                   |
| Badajoz                   | 136,851                 |
| Barcarrota                | 3,616                   |
| Baterno                   | 389                     |
| Benquerencia de la Serena | 980                     |
| Berlanga                  | 2,637                   |
| Bienvenida                | 2,350                   |
| Bodonal de la Sierra      | 1,208                   |
| Burguillos del Cerro      | 3,243                   |
| Cabeza del Buey           | 5,957                   |
| Cabeza la Vaca            | 1,610                   |
| Calamonte                 | 6,136                   |
| Calera de León            | 1,093                   |
| Calzadilla de los Barros  | 855                     |
| Campanario                | 5,723                   |
| Campillo de Llerena       | 1,731                   |
| Capilla                   | 212                     |
| Carmonita                 | 639                     |
| El Carrascalejo           | 75                      |
| Casas de Don Pedro        | 1,737                   |
| Casas de Reina            | 228                     |
| Castilblanco              | 1,293                   |
| Castuera                  | 6,989                   |
| La Codosera               | 2,309                   |
| Cordobilla de Lácara      | 1,026                   |
| La Coronada               | 2,409                   |
| Corte de Peleas           | 1,297                   |
| Cristina                  | 548                     |
| Cheles                    | 1,332                   |
| Don Álvaro                | 668                     |
| Don Benito                | 32,023                  |
| Entrín Bajo               | 639                     |
| Esparragalejo             | 1,532                   |
| Esparragosa de la Serena  | 1,129                   |
| Esparragosa de Lares      | 1,107                   |
| Feria                     | 1,435                   |
| Fregenal de la Sierra     | 5,295                   |
| Fuenlabrada de los Montes | 2,046                   |
| Fuente de Cantos          | 5,059                   |
| Fuente del Arco           | 776                     |
| Fuente del Maestre        | 6,819                   |
| Fuentes de León           | 2,718                   |
| Gargáligas                | 650                     |
| Garbayuela                | 547                     |
| Garlitos                  | 774                     |
| La Garrovilla             | 2,599                   |
| Granja de Torrehermosa    | 2,533                   |
| Guareña                   | 7,383                   |
| La Haba                   | 1,471                   |
| Helechosa de los Montes   | 764                     |
| Herrera del Duque         | 3,836                   |
| Higuera de la Serena      | 1,208                   |
| Higuera de Llerena        | 422                     |
| Higuera de Vargas         | 2,194                   |
| Higuera la Real           | 2,551                   |
| Hinojosa del Valle        | 593                     |
| Hornachos                 | 3,832                   |
| Jerez de los Caballeros   | 9,613                   |
| La Lapa                   | 315                     |
| Lobón                     | 2,666                   |
| Llera                     | 955                     |
| Llerena                   | 5,549                   |
| Magacela                  | 666                     |
| Maguilla                  | 1,120                   |
| Malcocinado               | 533                     |
| Malpartida de la Serena   | 765                     |
| Manchita                  | 754                     |
| Medellín                  | 2,378                   |
| Medina de las Torres      | 1,494                   |
| Mengabril                 | 450                     |
| Mérida                    | 50,780                  |
| Mirandilla                | 1,358                   |
| Monesterio                | 4,610                   |
| Montemolín                | 1,652                   |
| Monterrubio de la Serena  | 2,920                   |
| Montijo                   | 15,453                  |
| La Morera                 | 786                     |
| La Nava de Santiago       | 1,146                   |
| Navalvillar de Pela       | 4,870                   |
| Nogales                   | 756                     |
| Oliva de la Frontera      | 5,881                   |
| Oliva de Mérida           | 1,963                   |
| Olivenza                  | 10,762                  |
| Orellana de la Sierra     | 340                     |
| Orellana la Vieja         | 3,278                   |
| Palomas                   | 726                     |
| La Parra                  | 1,416                   |
| Peñalsordo                | 1,463                   |
| Peraleda del Zaucejo      | 634                     |
| Puebla de Alcocer         | 1,414                   |
| Puebla de la Calzada      | 5,527                   |
| Puebla de la Reina        | 907                     |
| Puebla de Obando          | 2,045                   |
| Puebla de Sancho Pérez    | 2,891                   |
| Puebla del Maestre        | 906                     |
| Puebla del Prior          | 565                     |
| Pueblonuevo del Guadiana  | 1,987                   |
| Quintana de la Serena     | 5,150                   |
| Reina                     | 217                     |
| Rena                      | 657                     |
| Retamal de Llerena        | 528                     |
| Ribera del Fresno         | 3,398                   |
| Risco                     | 219                     |
| La Roca de la Sierra      | 1,590                   |
| Salvaleón                 | 2,177                   |
| Salvatierra de los Barros | 1,927                   |
| San Pedro de Mérida       | 829                     |
| San Vicente de Alcántara  | 5,908                   |
| Sancti-Spíritus           | 287                     |
| Santa Amalia              | 4,398                   |
| Santa Marta               | 4,157                   |
| Los Santos de Maimona     | 7,899                   |
| Segura de León            | 2,297                   |
| Siruela                   | 2,391                   |
| Solana de los Barros      | 2,750                   |
| Talarrubias               | 3,609                   |
| Talavera la Real          | 5,255                   |
| Táliga                    | 738                     |
| Tamurejo                  | 276                     |
| Torre de Miguel Sesmero   | 1,274                   |
| Torremayor                | 1,044                   |
| Torremejía                | 2,091                   |
| Trasierra                 | 718                     |
| Trujillanos               | 1,379                   |
| Usagre                    | 2,072                   |
| Valdecaballeros           | 1,384                   |
| Valdelacalzada            | 2,599                   |
| Valdetorres               | 1,379                   |
| Valencia de las Torres    | 811                     |
| Valencia del Mombuey      | 793                     |
| Valencia del Ventoso      | 2,307                   |
| Valverde de Burguillos    | 372                     |
| Valverde de Leganés       | 3,804                   |
| Valverde de Llerena       | 803                     |
| Valverde de Mérida        | 1,138                   |
| Valle de la Serena        | 1,532                   |
| Valle de Matamoros        | 491                     |
| Valle de Santa Ana        | 1,220                   |
| Villafranca de los Barros | 12,568                  |
| Villagarcía de la Torre   | 1,023                   |
| Villagonzalo              | 1,410                   |
| Villalba de los Barros    | 1,696                   |
| Villanueva de la Serena   | 24,191                  |
| Villanueva del Fresno     | 3,497                   |
| Villar de Rena            | 1,627                   |
| Villar del Rey            | 2,322                   |
| Villarta de los Montes    | 645                     |
| Zafra                     | 15,373                  |
| Zahínos                   | 3,026                   |
| Zalamea de la Serena      | 4,554                   |
| La Zarza                  | 3,619                   |
| Zarza-Capilla             | 483                     |